# Bromus tectorum
Il forasacco dei tetti (Bromus tectorum L., 1753) è una pianta angiosperma monocotiledone appartenente alla famiglia delle Poacee (o Gramineae, nom. cons.).

## Etimologia
Il nome generico (bromus) deriva dalla lingua greca ed è un nome antico per l'avena. L'epiteto specifico (tectorum) indica che queste piante crescono, comunemente ma non esclusivamente, sui tetti.
Il nome scientifico della specie è stato definito da Linneo (1707 – 1778), biologo svedese considerato il padre della moderna classificazione scientifica degli organismi viventi, nella pubblicazione "Species Plantarum" (Sp. Pl. 1: 77 - 1753) del 1753.

## Descrizione

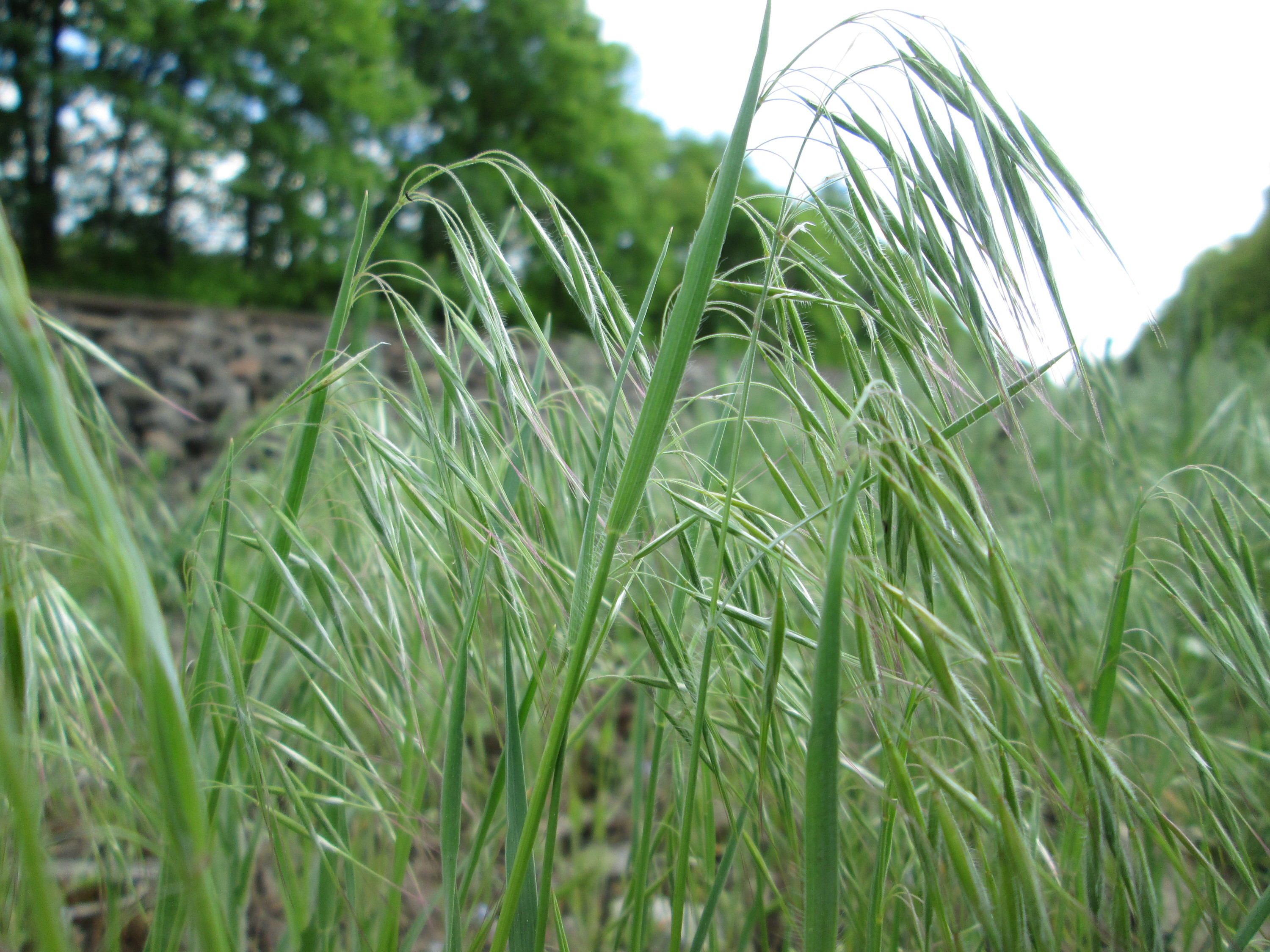
Il portamento

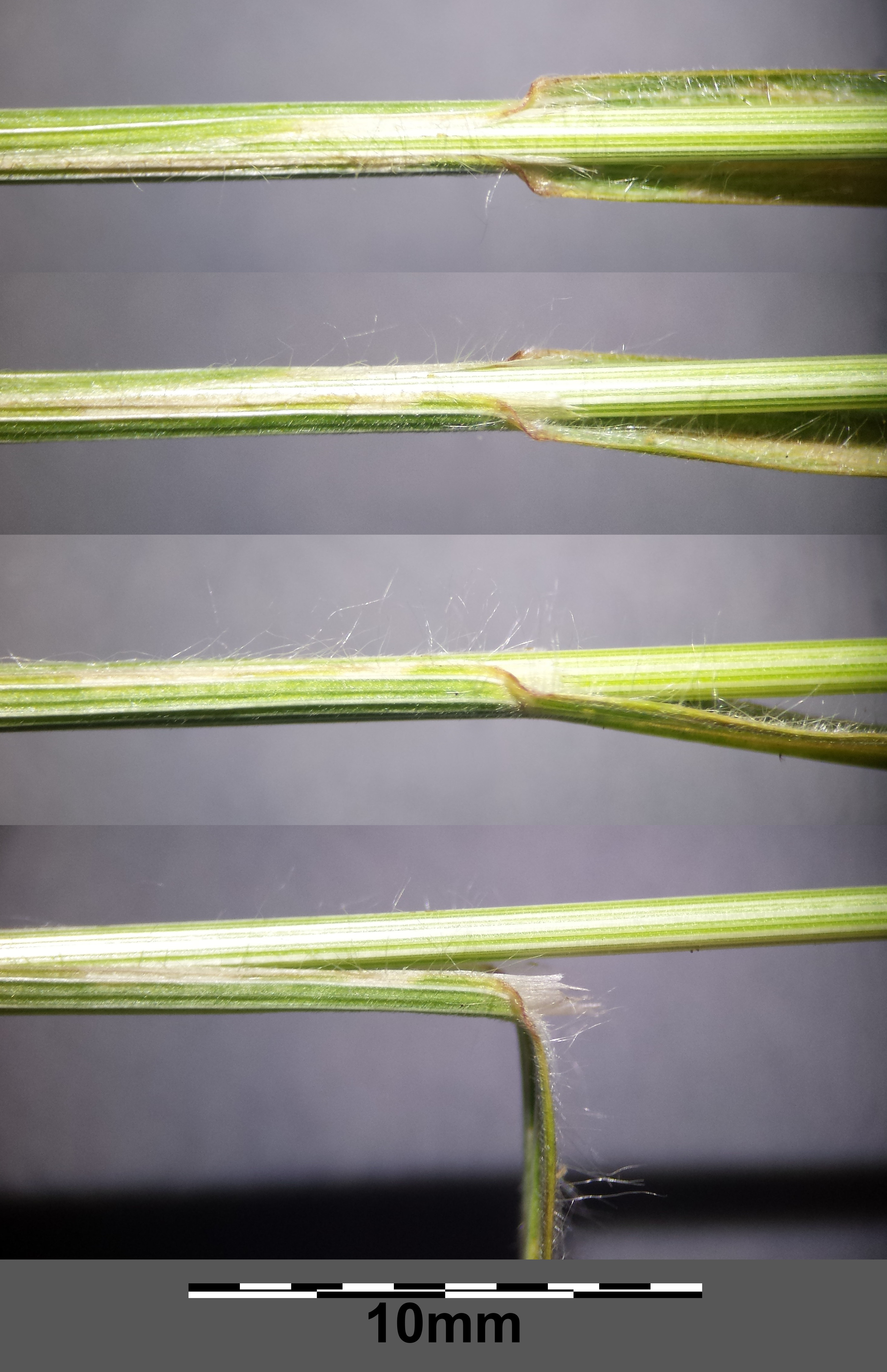
Le foglie

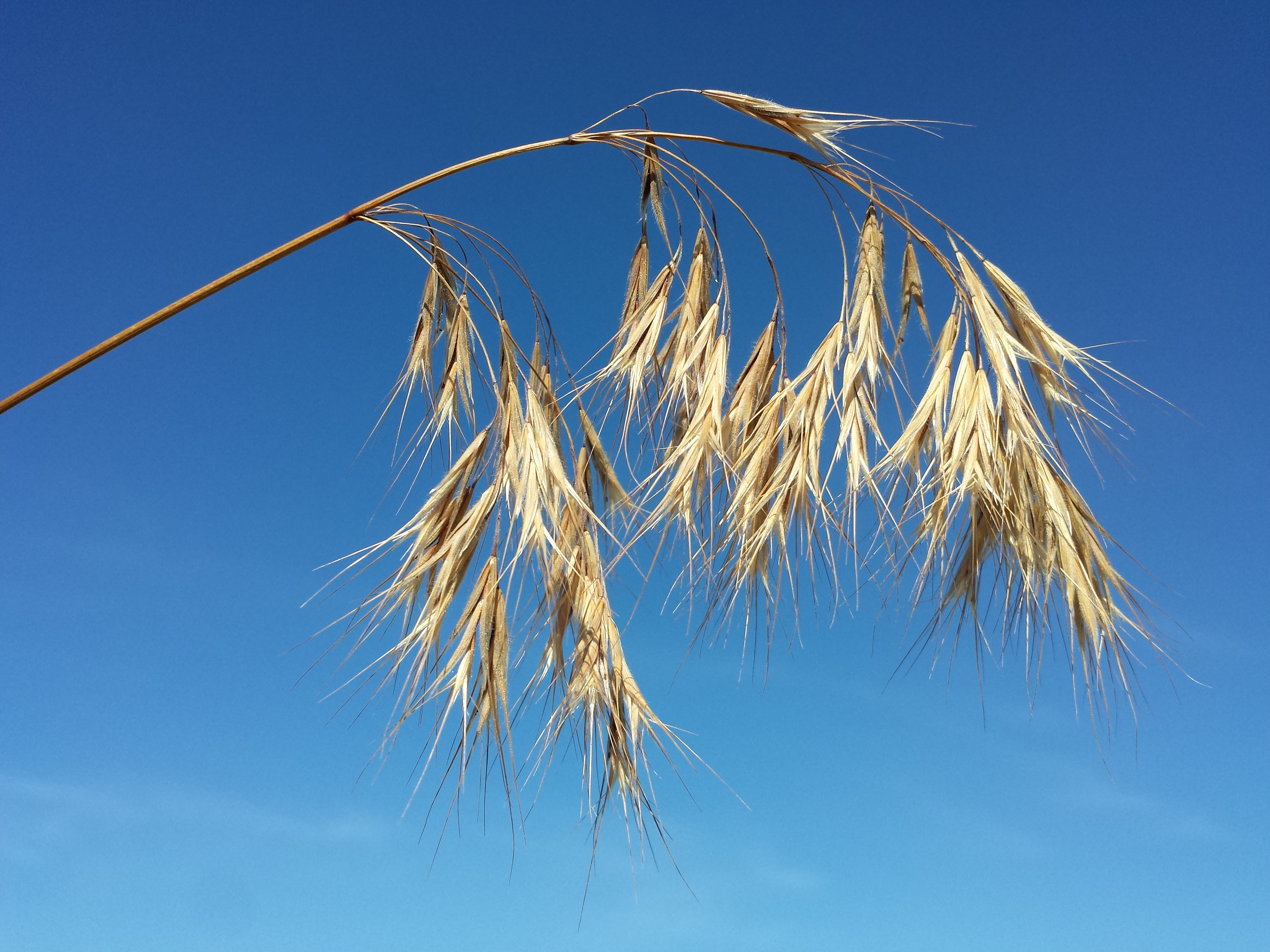
Infiorescenza

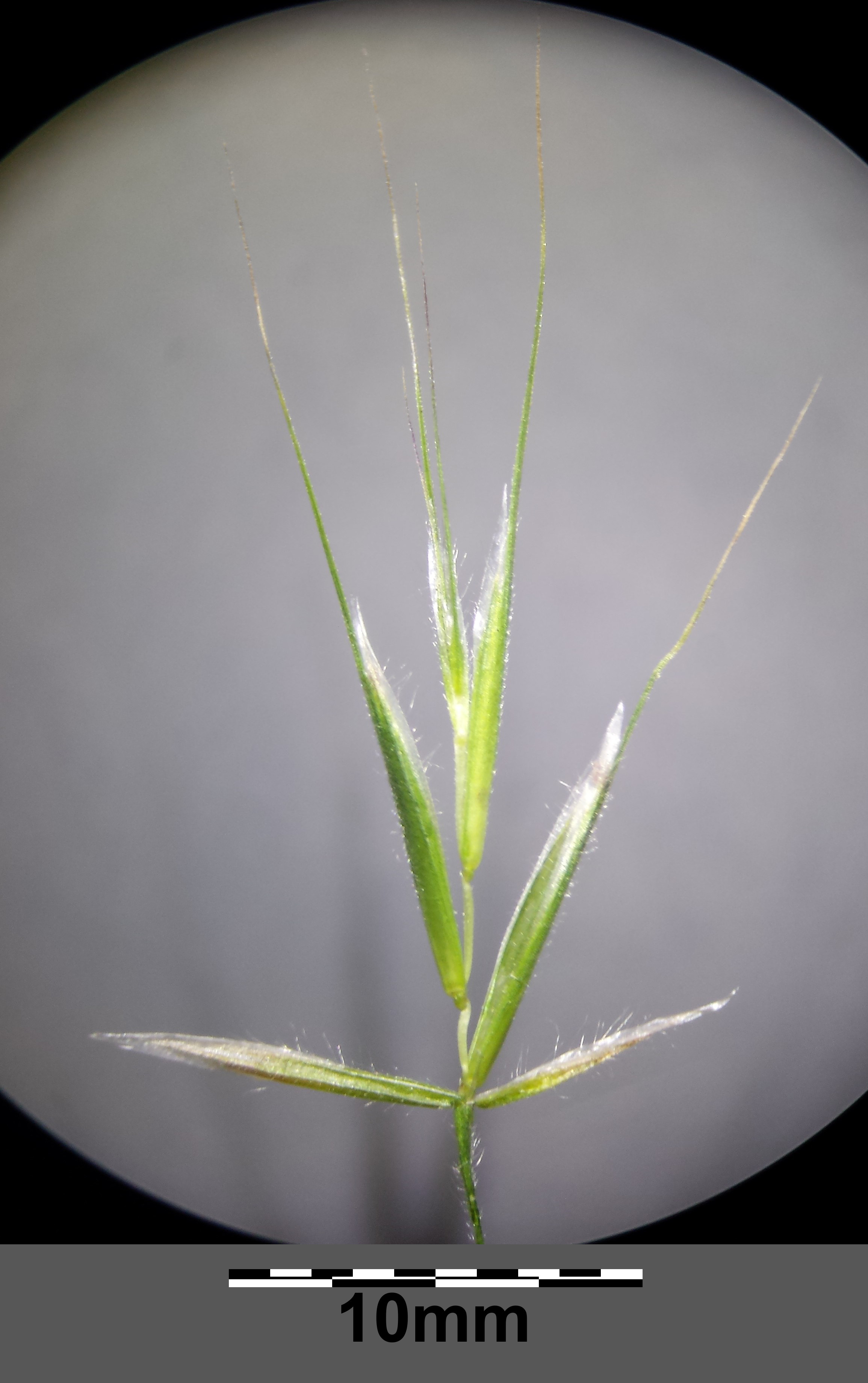
I fiori

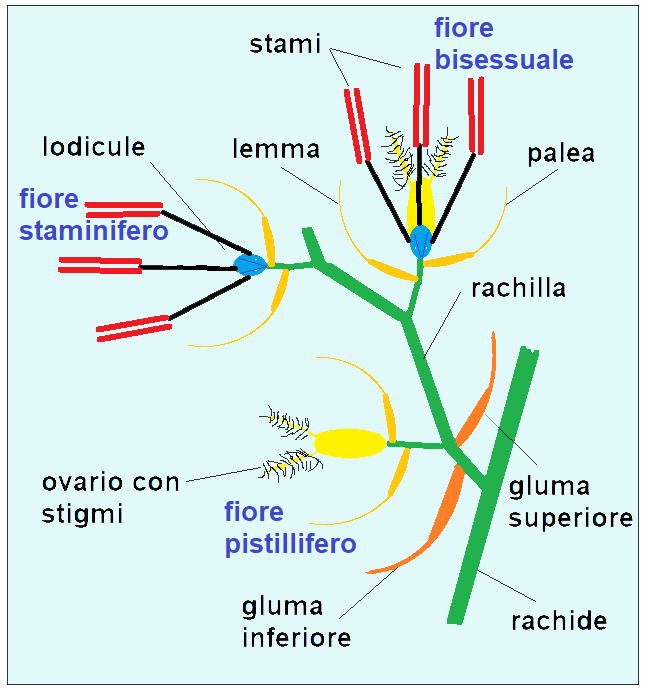
Spighetta generica con tre fiori diversi

Queste piante arrivano ad una altezza di 1,5 - 5 dm (massimo 60 cm). La forma biologica è terofita scaposa (T scap), ossia in generale sono piante erbacee che differiscono dalle altre forme biologiche poiché, essendo annuali, superano la stagione avversa sotto forma di seme e sono munite di asse fiorale eretto e spesso privo di foglie.

### Radici
Le radici sono per lo più fascicolate; a volte sono secondarie da rizoma.

### Fusto
I culmi sono cavi a sezione più o meno rotonda con 3 - 4 nodi. I culmi sono fascicolati con superficie liscia e glabra. Il portamento in genere è eretto o genicolato-ascendente. 

### Foglie
Le foglie lungo il culmo sono disposte in modo alterno, sono distiche e si originano dai vari nodi. Sono composte da una guaina, una ligula e una lamina. Le venature sono parallelinervie. Non sono presenti i pseudopiccioli e, nell'epidermide delle foglia, le papille.
- Guaina: la guaina è abbracciante il fusto e priva di auricole (o raramente auricolate); la superficie è pubescente.
- Ligula: la ligula, acuta e più o meno sfrangiata, è membranosa e a volte è cigliata. Lunghezza: 1,5 – 2 mm.
- Lamina: la lamina, sottile e a consistenza morbida, ha delle forme generalmente lineari-lanceolate e piatte. La lamina è densamente pubescente e lungamente cigliata sui bordi. Dimensione delle foglie: larghezza 3 – 6 mm; lunghezza 5 – 20 cm.

### Infiorescenza
Infiorescenza principale (sinfiorescenza o semplicemente spiga): le infiorescenze, ascellari e terminali, in genere sono ramificate ed hanno la forma di una pannocchia lassa unilaterale-pendula. I rami sono lisci, nutanti, dopo l'antesi sono penduli; sono scabri e portano in genere da una a 8 spighette. La fillotassi dell'inflorescenza inizialmente è a due livelli, anche se le successive ramificazioni la fa apparire a spirale. Dimensione delle pannocchie: larghezza 7 – 12 cm; lunghezza 8 – 15 cm.

### Spighetta
Infiorescenza secondaria (o spighetta): le spighette, a forma oblunga-cuneata, sottese da due brattee distiche e strettamente sovrapposte chiamate glume (inferiore e superiore), sono formate da 4 - 8 fiori. Possono essere presenti dei fiori sterili; in questo caso sono in posizione distale rispetto a quelli fertili. Alla base di ogni fiore sono presenti due brattee: la palea e il lemma. La disarticolazione avviene con la rottura della rachilla sotto ogni fiore fertile. Dopo l'antesi la spighetta rilascia facilmente i fiori che cadono. Dimensione delle spighette: larghezza 2 – 8 mm; lunghezza 10 – 35 mm.
- Glume: le glume, persistenti (rimangono a lungo sulla pianta prive di contenuto), con forme lanceolate, sono disuguali.  Possiedono alcune nervature longitudinali (1 - 3 quella inferiore e 3 - 7 quella superiore) e una carena cigliata. Lunghezza delle glume: inferiore 8 – 15 mm; superiore 11 – 17 mm.
- Palea: la palea è un profillo con alcune venature, è carenata e più corta del lemma.
- Lemma: il lemma, lineare-lanceolato progressivamente assottigliato, termina con una resta; il dorso è ispido per setole rivolte verso l'apice e percorso da 5 - 7 nervature. Dimensione del lemma: larghezza 1 - 1,5 mm; lunghezza 9 – 22 mm. Lunghezza della resta: 12 – 25 mm.

### Fiori
I fiori fertili sono attinomorfi formati da 3 verticilli: perianzio ridotto, androceo  e gineceo.
- Formula fiorale:[7]

*, P 2, A (1-)3(-6), G (2–3) supero, cariosside.
- Il perianzio è ridotto e formato da due lodicule, delle squame traslucide, poco visibili (forse relitto di un verticillo di 3 sepali). Le lodicule sono membranose e non vascolarizzate.
- L'androceo è composto da 2 - 3 stami ognuno con un breve filamento libero, una - due antere purpureo-violacee. Le antere (1 - 2) sono basifisse con deiscenza laterale e sono lunghe 0,5 – 2 mm. Il polline è monoporato.
- Il gineceo è composto da 3-(2) carpelli connati formanti un ovario supero. L'ovario, pubescente all'apice, ha un solo loculo con un solo ovulo subapicale (o quasi basale). L'ovulo è anfitropo e semianatropo e tenuinucellato o crassinucellato. Lo stilo, che si origina dal lato abassiale dell'ovario, è breve con due stigmi papillosi e distinti.
- Fioritura: da aprile a giugno (luglio).

### Frutti
I frutti sono del tipo cariosside, ossia sono dei piccoli chicchi indeiscenti colorati di marrone scuro, con forme ovoidali, nei quali il pericarpo è formato da una sottile parete che circonda il singolo seme. In particolare il pericarpo è fuso al seme ed è aderente. L'endocarpo non è indurito e l'ilo è lungo e lineare. L'embrione è piccolo e provvisto di epiblasto ha un solo cotiledone altamente modificato (scutello senza fessura) in posizione laterale. I margini embrionali della foglia non si sovrappongono. I cariossidi alla fruttificazione sono sottili.

## Biologia
In generale nelle Poaceae la fecondazione avviene fondamentalmente tramite l'impollinazione dei fiori per via  anemogama. Gli stigmi piumosi sono una caratteristica importante per catturare meglio il polline aereo.
I semi cadendo a terra, dopo aver eventualmente percorso alcuni metri a causa del vento (dispersione anemocora) sono dispersi soprattutto da insetti tipo formiche (mirmecoria).
In particolare i frutti di queste specie possono sopravvivere al passaggio attraverso le budella dei mammiferi e possono essere trovati a germogliare nello sterco.

## Distribuzione e habitat

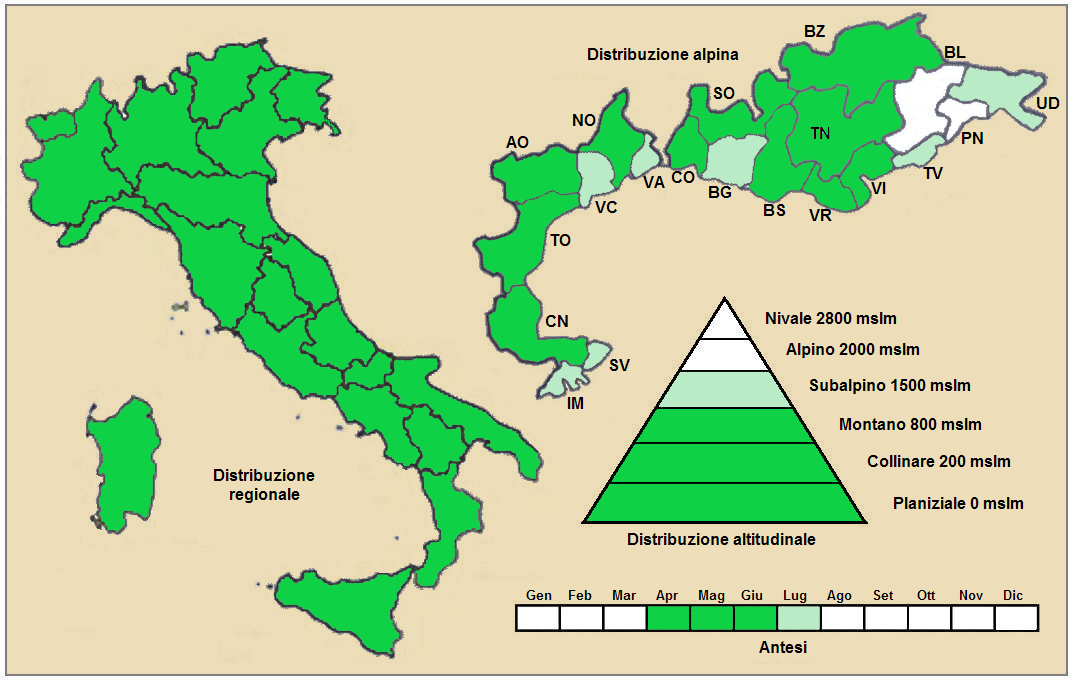
Distribuzione regionale – Distribuzione alpina

- Geoelemento: il tipo corologico (area di origine) è Paleotemperato / Eurasiatico.
- Distribuzione: in Italia è una specie comune ed è presente su tutto il territorio. Sulle Alpi italiane ha una presenza discontinua, mentre oltre confine è presente in tutti i dipartimenti alpini. Sugli altri rilievi europei collegati alle Alpi si trova nella Foresta Nera, Vosgi, Massiccio del Giura, Massiccio Centrale, Pirenei, Monti Balcani e Carpazi.[16] Nel resto dell'Europa e dell'areale del Mediterraneo questa specie si trova in tutta Europa, Transcaucasia, Anatolia, Asia mediterranea e Magreb.[17] Fuori dall'Europa questa pianta si trova in Cina, India, Kazakistan, Kyrgystan, Pakistan, Tagikistan, Turkmenistan e Uzbekistan.[13]
- Habitat: gli habitat tipici per questa specie sono gli incolti aridi, i luoghi erbosi, i pendii asciutti, le spiagge fluviali, i luoghi sabbiosi asciutti, le terre desolate, i bordi stradali. Il substrato preferito è calcareo ma anche siliceo con pH neutro, alti valori nutrizionali del terreno che deve essere arido.[16]
- Distribuzione altitudinale: sui rilievi queste piante si possono trovare fino a 2.000 m s.l.m. (3.400 m s.l.m. in Asia[13]); frequentano quindi i seguenti piani vegetazionali: collinare, montano e in parte quello subalpino (oltre a quello planiziale – a livello del mare).

### Fitosociologia

#### Areale alpino
Dal punto di vista fitosociologico alpino Bromus tectorum appartiene alla seguente comunità vegetale:
Formazione: delle comunità terofitiche pioniere nitrofile.
- Classe: Stellarietea mediae
  - Ordine: Sisymbrietalia

#### Areale italiano
Per l'areale completo italiano Bromus tectorum appartiene alla seguente comunità vegetale:
- Macrotipologia: vegetazione erbacea sinantropica, ruderale e megaforbieti.
  - Classe: Artemisietea vulgaris Lohmeyer, Preising & Tüxen ex Von Rochow, 1951
    - Ordine: Onopordetalia acanthii Br.-Bl. & Tüxen ex Klika in Klika & Hadac, 1944
      - Alleanza: Onopordion acanthii Br.-Bl., 1936

Descrizione: l'alleanza Onopordion acanthii è relativa alle comunità antropiche (pioniere ruderali e nitrofile) formata dai grandi cardi (generi Onopordum, Carduus, Cirsium e altri) a ciclo biologico annuale, biennale o perenne con portamento a rosetta a fioritura tardo-invernale o estiva e con un microclima temperato (variabile da subcontinentale a submediterraneo). Il terreno sul quale si sviluppa questa comunità deve essere rimosso e non umido. La distribuzione di questa alleanza è soprattutto nell’Europa continentale (Ucraina, Ungheria e Monti Balcani) con diffusione in tutto il resto dell’Europa. In Italia l’alleanza è localizzata sulle Alpi e nelle porzioni subcontinentali degli Appennini.
Alcune specie presenti nell'associazione: Ballota nigra, Artemisia vulgaris, Achillea millefolium, Artemisia absinthium, Carduus acanthoides, Carduus nutans, Elytrigia repens e Onopordum acanthium.
Altre alleanze per questa specie sono:
- Sisymbrion officinalis
- Geo-Alliarion

## Tassonomia
La famiglia delle Poacee comprende circa 800 generi e oltre 9.000 specie. È una delle famiglie più numerose e più importanti del gruppo delle monocotiledoni. La famiglia è suddivisa in 12 sottofamiglie, il genere Bromus fa parte della sottofamiglia Pooideae.

### Filogenesi
La tribù Bromeae (e quindi il suo unico genere Bromus) fa parte della supertribù Triticodae T.D. Macfarl. & L. Watson, 1982. La supertribù Triticodae comprende tre tribù: Littledaleeae, Hordeeae e Bromeae. All'interno della supertribù, la tribù Bromeae forma un "gruppo fratello" con la tribù Hordeeae.
I Bromus della flora spontanea italiana sono suddivisi in tre gruppi (o subgeneri) distinti: Festucaria G. et G., Anisantha Koch e Bromus s.s. La specie di questa voce appartiene al gruppo Anisantha. Il ciclo biologico di queste piante è annuo con un aspetto molto diverso dalle specie del genere Festuca. A maturità le spighette si allargano all'apice. Le nervature delle due glume (con forme lanceolate o lineari lunghe 9 – 25 mm) sono diverse: quella inferiore ha una sola nervatura; quella superiore è trinervia. La resta dei lemmi (con forme lineari o lanceolate e lunghi complessivamente 30 – 80 mm) è inserita tra i due dentelli apicali del lemma stesso ed è più lunga della parte laminare. In alcune checklist queste specie possono essere descritte in un genere diverso (Anisantha).
Altri studi descrivono questa specie nella sezione Genea Dumort. (il ciclo biologico è annuale; la gluma inferiore ha una sola vena; la pubescenza sporge dalla punta del lemma per almeno 1,5 mm). In Italia nella stessa sezione sono presenti le specie: Bromus diandrus Roth, 1787, Bromus madritensis L.,  e Bromus rubens L. e Bromus sterilis L..
Il numero cromosomico delle specie B. tectorum è: 2n = 14.

### Sinonimi
Questa entità ha avuto nel tempo diverse nomenclature. L'elenco seguente indica alcuni tra i sinonimi più frequenti:
- Anisantha pontica K.Koch
- Anisantha tectorum (L.) Nevski
- Anisantha tectorum var. hirsuta (Regel) Tzvelev
- Bromus abortiflorus St.-Amans
- Bromus australis R.Br.
- Bromus avenaceus Lam.
- Bromus dumetorum Lam.
- Bromus lateripronus St.-Lag.
- Bromus longipilus Kumm. & Sendtn.
- Bromus madritensis var. caucasica Hack.
- Bromus mairei Hack. ex Hand.-Mazz.
- Bromus mairei Sennen & Mauricio
- Bromus nutans St.-Lag.
- Bromus scabriflorus Opiz
- Bromus setaceus Buckley
- Bromus sterilis Láng ex Kumm. & Sendtn.
- Bromus sterilis var. nudus (Klett & Richt.) Kuntze
- Bromus sterilis f. ponticus (K.Koch) Kuntze
- Bromus sterilis var. tectorum (L.) Kuntze
- Bromus tectorius Dulac
- Bromus tectorum subsp. abortiflorus (St.-Amans) K.Richt.
- Bromus tectorum var. anisantha Hack.
- Bromus tectorum var. australis Godr.
- Bromus tectorum f. coloratus Jansen & Wacht.
- Bromus tectorum var. floridus Gremli
- Bromus tectorum var. glaber Coss. & Germ.
- Bromus tectorum f. glabratus (Spenn.) H.St.John
- Bromus tectorum var. glabratus Spenn.
- Bromus tectorum var. hirsutus Regel
- Bromus tectorum subsp. longipilus (Kumm. & Sendtn.) K.Richt.
- Bromus tectorum f. nudus (Klett & Richt.) Hiitonen
- Bromus tectorum subsp. nudus (Klett & Richt.) Piper & Beattie
- Bromus tectorum var. nudus Klett & Richt.
- Bromus tectorum f. nudus (Klett & Richt.) H. St. John
- Bromus tectorum var. oligostachys Podp.
- Bromus tectorum var. ponticus (K.Koch) Asch. & Graebn.
- Bromus tectorum var. pubescens Schur
- Bromus tectorum var. robustus Zapal.
- Bromus tectorum var. rubescentus Rochel
- Bromus tectorum var. sirjaevii Podp.
- Bromus tectorum var. spiralis Hack.
- Bromus tectorum var. tectorum
- Bromus tectorum subsp. tectorum
- Bromus tectorum var. triflorus G.Mey.
- Bromus tectorum var. umbrosus Borbás
- Bromus tectorum var. velutinus Ducommun
- Bromus tectorum var. villosus G.Mey.
- Bromus tectorum var. virens Griseb.
- Festuca tectorum Jess.
- Genea tectorum (L.) Dumort.
- Schedonorus tectorum (L.) Fr.
- Zerna mairei (Hack.) Henrard
- Zerna tectorum (L.) Panz.
- Zerna tectorum Nevski
- Zerna tectorum (L.) Lindm.